# 東京新聞通信社
東京新聞通信社（日语：株式会社東京ニュース通信社）以播放新聞與節目訊息為主要服務的日本通訊社。

## 历史
1933年首先開始發行英文新聞。現在則播放日語電台與電視節目資訊與新聞；並已擴展至雜誌與數位電視指南領域。此外，亦提供HDD/DVD記錄器和電視節目還錄功能等輸送服務給個人電腦用戶。
- 1933年　設立「奥山服務」（奥山サービス）項目。
- 1947年　設立東京新聞通信社。
- 1962年　「每週電視指南」（週刊TVガイド）創刊。
- 1973年　電視和廣播節目指南播送的報紙業務開始。擴展業務至日本經濟新聞社（東京總部）、與各地方報紙。
- 1982年　成立「向田邦子獎」。

## 主要發行刊物
- 電視指南
- 月刊TV指南（前身是TV Japan）
- TV Bros.
- TV Taro
- B.L.T.
- 船の旅
- TVスター名鑑
- フレッシュスター名鑑
- GOOD★COME
- Top Stage
- TOKYO NEWS MOOK
- NHK大河ドラマ完全ガイド

## 外部連結
- 官方网站
- 東京ニュース通信社宣伝課 on Twitter （页面存档备份，存于） - 發行雜誌的PR用
- ボールドスタッフ株式会社 （页面存档备份，存于）